# Lars Hierta (1688–1732)
Lars Hierta, född 1688 i Vånga församling, död 19 oktober 1732 i Grevbäcks församling, var en svensk militär och kammarherre

## Biografi
Lars Hierta föddes 1688 på Asstorp i Vånga socken och döptes 5 september samma år. Han var son till militären Lars Hierta och dennes första hustru Magdalena Uggla. Hierta blev 24 januari 1706 student vid Uppsala universitet och blev 23 oktober 1707 fänrik vid livgardet. Han blev i februari 1708 premiärfänrik, 12 april 1711 löjtnant och 6 oktober 1714 kapten. Hierta blev 22 juni 1719 sekundöverstelöjtnant vid Östgöta kavalleriregemente och 23 mars 1720 överstes karaktär. Han blev  1 oktober 1720 kammarherre. och senare överste i hessisk tjänst. Hierta sköt sig själv till döds med en pistol 19 oktober 1732 på Gärdesboda i Grevbäcks socken.
Hierta deltog i slaget vid Holowczyn och slaget vid Poltava.

### Egendom
Hierta ägde Kopparhult i Brandstorps socken och Spakås i Grevbäcks socken.

### Familj
Hierta gifte sig 22 oktober 1716 på Moholm i Mo socken med friherrinnan Emerentia Sparre (1695–1733), dotter till kammarherren Carl Sparre och friherrinnan Anna Ebba Horn af Marienborg. De fick tillsammans barnen Lars Hierta (1718–1778), Carl Hierta (1719–1793), Anna Magdalena Hierta (1720–1802) som var gift med kaptenen Claes Fredrik Uggla, Ulrika Eleonora Hierta (1721–1797) som var gift med majoren Samuel Åkerhielm af Blombacka, ryttmästaren Fredrik Hierta vid Smålands kavalleriregemente, Maria Christina Hierta (1724–1731), Per Hierta (1725–1731), Bengt Hierta (1726–1726), Metta Hierta (1728–1773) och Erik Hierta (1730–1759).